# Почкование
Почкование — тип бесполого или вегетативного размножения животных, грибов и растений, при котором дочерние особи формируются из выростов тела материнского организма (почек). Почкование характерно для многих грибов (сумчатых, ряда базидиальных), печёночных мхов и животных (простейших, губок, кишечнополостных, некоторых червей, оболочников, некоторых жгутиковых, инфузорий, споровиков). У ряда животных почкование не доходит до конца: молодые особи остаются соединёнными с материнским организмом, в ряде случаев это приводит к образованию колоний.  
Почкование у животных подразделяется на 
- наружное:  1.париетальное (почка образуются на теле матери); 2. столониальное (когда почки формируются на специальных выростах- столонах)
- внутреннее: новая особь развивается из специального внутреннего участка матери[1].

Например, при почковании дрожжей на клетке образуется утолщение, постепенно превращающееся в полноценную дочернюю клетку дрожжей.